# Hans Pfeiderer
Hans Pfeiderer – szwajcarski strzelec, wicemistrz świata.
Podczas swojej kariery Hans Pfeiderer zdobył cztery medale na mistrzostwach świata – za każdym razem był to srebrny medal. Podczas turnieju w 1922 roku wywalczył trzy srebrne medale, w tym dwa w konkurencjach indywidualnych (w karabinie wojskowym w trzech postawach z 300 m, oraz w karabinie wojskowym klęcząc z 300 m) i jeden w drużynowym strzelaniu z karabinu dowolnego w trzech postawach z 300 m (skład drużyny: Josias Hartmann, Walter Lienhard, Hans Pfeiderer, Arnold Rösli, Karl Zimmermann). W tej ostatniej konkurencji zdobył także srebro na zawodach w 1924 roku (skład zespołu – poza Jakobem Reichem, który zastąpił Arnolda Rösliego – był taki sam). 
Na zawodach krajowych startował jeszcze w 1934 roku, gdy reprezentował Lucernę podczas rywalizacji kantonów w strzelaniu z pistoletu.

## Medale mistrzostw świata
Opracowano na podstawie materiałów źródłowych:
| Mistrzostwa   | Konkurencja                                     | Wynik             | Miejsce |
| ------------- | ----------------------------------------------- | ----------------- | ------- |
| Mediolan 1922 | Karabin wojskowy, trzy postawy, 300 m           | 430 pkt.          |         |
| Mediolan 1922 | Karabin wojskowy klęcząc, 300 m                 | 152 pkt.          |         |
| Mediolan 1922 | Karabin dowolny, trzy postawy, 300 m, drużynowo | 5120 pkt. (druż.) |         |
| Reims 1924    | Karabin dowolny, trzy postawy, 300 m, drużynowo | 5184 pkt. (druż.) |         |